# NKサモボル
NKサモボル（NK Samobor）は、クロアチアのザグレブ郡サモボルをホームタウンとするサッカークラブである。

## 歴史
1925年7月1日にHšKサモボル (Hrvatski športski klub Samobor) として創設された。7月19日にブレージツェで最初の試合が行われ、4-3で勝利した。
クロアチア独立後はドルガHNLに所属、1995-96シーズンにプルヴァB HNLに昇格した。1996-97シーズンにプルヴァB HNLで優勝、スタディオンNKザグレブで行われたプレーオフでHNKドゥブロヴニク、NKマルソニアに勝利してプルヴァHNLに昇格したが、1シーズンで降格した。

## 獲得タイトル
- プルヴァB HNL：1回
  - 1996-97
- ドルガHNL：1回
  - 1995-96

## 歴代監督
- ズラトコ・クラニチャール 1997-1998

## 歴代所属選手
- ベスニク・ハシ 1993-1994
- イゴール・ビシュチャン 1995-1996
- トミスラヴ・ショコタ 1996-1997